# Treko (Indonesië)
Treko is een bestuurslaag in het regentschap Magelang van de provincie Midden-Java, Indonesië. Treko telt 1625 inwoners (volkstelling 2010).